# Thomas Rothschild
Thomas Rothschild (* 3. Juli 1942 in Glasgow, Schottland) ist ein britisch-österreichischer Autor, Journalist und Literaturwissenschaftler.

## Leben
1942 in Schottland als Sohn des emigrierten österreichischen Wirtschaftswissenschaftlers Kurt Rothschild geboren, kam Rothschild 1947 mit seinen Eltern nach Wien. Von 1960 bis 1968 studierte er an der Universität Wien Slavistik und Germanistik und besuchte zahlreiche Lehrveranstaltungen in Philosophie, Psychologie, Anglistik, Theaterwissenschaft, Statistik, Soziologie, Linguistik und Wissenschaftsforschung. Nach Auslandsstudien an der Lomonossow-Universität in Moskau von 1962 bis 1963 und an der Karls-Universität Prag von 1966 bis 1967 folgte 1968 in Wien seine Promotion zum Doktor der Philosophie. Von 1968 bis 1971 war Rothschild Assistent am Institut für Linguistik und danach am Institut für Literaturwissenschaft der Universität Stuttgart. Seine Arbeitsschwerpunkte sind die österreichische Literatur, Film- und Medienwissenschaft sowie politisches Lied und Literatur des 20. Jahrhunderts.
1992 erhielt er den Österreichischen Staatspreis für Literaturkritik, 1997 den Bruno Kreisky-Preis für das politische Buch. In den Jahren 1999 und 2000 folgte eine Gastdozentur an der Tongji-Universität in Shanghai.
Rothschild ist verheiratet und lebt bei Stuttgart.

## Außeruniversitäre Tätigkeiten
- Umfangreiche journalistische Tätigkeit in Zeitungen, Zeitschriften und Rundfunk
- Kurse und Vorträge in der Erwachsenenbildung sowie für Ausländer
- Mitarbeit in folgenden Projektgruppen: Stadtfestival URBS 71 (Wuppertal), Open Ohr Festival 1975 bis 1979 (Mainz), Haste Töne – Musikertreffen (Recklinghausen)
- Mitarbeit in diversen Jurys (u. a. für Ingeborg-Bachmann-Preis, Deutscher Kleinkunstpreis, FIPRESCI, AG der Filmjournalisten, Liederbestenliste, Deutscher Schallplattenpreis, ORF-Bestenliste, Schweizer Filmpreis)
- Konzeption und Organisation von Veranstaltungen und Symposien der Grazer Autorenversammlung zu den Themen: Die Sprache der österreichischen Tagespresse, Literatur und Musik, Einmischen oder raushalten, Der Schriftsteller und die Politik, Die Literatur der Reportage – Die Reportage in der Literatur, Irrationalismus, Vernunftkritik, Intellektfeindlichkeit – Ende der Aufklärung? Tendenzen, Strukturen, Traditionen und Gefahren, Tag der Freiheit des Wortes: „entartet – krankhaft – dekadent“. Zum Fortleben einer Konzeption, „Politik der Gefühle“, Zur Aktualität von Bertolt Brecht
- Mitarbeit an der Sommeruniversität Toskana: „Literatur und Widerstand“ mit Christian Geissler, Helga M. Novak und Peter Paul Zahl, „Prinzip Hoffnungslosigkeit“ mit Günter Kunert
- 1994 bis 2000 Mitglied des Kulturausschusses der Stadt Stuttgart
- 1980 bis 1990 und seit 2001 Mitglied (1981 bis 1989 und 2007 bis 2009 Vorstandsmitglied, 1987 bis 1989 und 2007 bis 2009 Vizepräsident) der Grazer Autorinnen- und Autorenversammlung; 1987 bis 2014 Mitglied, 1992 bis 1994 und 2008 bis 2010 Beiratsmitglied der Arbeitsgemeinschaft der Filmjournalisten (Verband der deutschen Filmkritik); 1998 bis 2017 Mitglied, 2011 bis 2017 Präsidiumsmitglied des PEN-Zentrums Deutschland.

## Werke
- Liedermacher. 23 Porträts. Frankfurt am Main 1980
- Die Verhackstückung der Wirklichkeit. Rundfunkkritische Beiträge aus zwölf Jahren (MuK 84). Siegen 1993
- Relax and Enjoy. Die totale Infantilisierung. Wien 1995 (2. Auflage 1996)
- Das Recht, anders zu sein. Aufsätze zur Politik. Wien 1995
- Verspielte Gedanken. Aufsätze zu Literatur, Film und Medien aus zwei Jahrzehnten. Wien 1996
- Von Einem, der auszog das Fürchten zu lehren. Streitschrift wider einen exemplarischen Karrierepolitiker. Wien 2001
- Metropolen im Umbruch. Shanghai - Santiago de Chile - New York - Budapest - Moskau. Wien 2002
- Das große Übel der Bourgeoisie. Über die 68er, gute Manieren und Kleiderordnungen, ferner über die Sozialdemokratie, über Charles de Coster, Isaak Babel, Irmgard Keun, Frank Capra, Alain Tanner und Ken Loach sowie über Rockmusik. Wien 2004, ISBN 3-85371-217-7
- Alles Lüge. Das Ende der Glaubwürdigkeit. Wien 2006
- O Gerechtigkeit. Ein Essay über Verteilungsgerechtigkeit, Neid, Rache, Terror, Kompromiss und die Sozialdemokratie. Wien 2010
- Bis jetzt ist alles gut gegangen. Fälliger Dank und mürrische Zwischenrufe. Wien 2012

Herausgeber von:
- LiLi 14/1974 (Strukturale Literaturwissenschaft und Linguistik)
- Wolf Biermann. Liedermacher und Sozialist. Reinbek 1976 (Dänische Übersetzung: Wolf Biermann. Sanger og Socialist. København 1978)
- Von großen und von kleinen Zeiten. Politische Lyrik von den Bauernkriegen bis zur Gegenwart. Frankfurt am Main 1981
- Geschichten aus der Geschichte der Sowjetunion. Frankfurt am Main 1990
- Erzähle, daß Du Dein Recht erweist. Ein Lesebuch zur jüdischen Geschichte. Frankfurt am Main 1992
- Im Schatten der Zahnradbahn. Das Theater Rampe in Stuttgart 1998-2013. Berlin 2013

## Ehrungen
- Österreichischer Staatspreis für Literaturkritik (1992)
- Bruno-Kreisky-Preis für das politische Buch (1997)